# Irving Randall Todd
Pour les articles homonymes, voir Todd.
Irving Randall Todd (1861-1932) est un homme d'affaires et un homme politique canadien du Nouveau-Brunswick.

## Biographie
Irving Randall Todd naît le 15 décembre 1861 à Milltown, aujourd'hui une partie de Saint-Stephen, au Nouveau-Brunswick.
Conservateur, il est nommé sénateur sur avis de Robert Borden le 7 mars 1918 et le reste jusqu'à sa mort, le 27 décembre 1932.